# Гарольд Перріно
Гарольд Перріно (англ. Harold Perrineau; нар. 7 серпня 1963, Бруклін, Нью-Йорк)  — американський актор. Найбільш відомий за роллю Меркуціо у фільмі «Ромео+Джульєта» та за роллю Майкла Доусона в телесеріалі «Загублені» .

## Біографія
Гарольд Перріно нар. 7 серпня 1963 в Брукліні, Нью-Йорк; його батьками були Гарольд Вільямс і Сільвія Перріно. Його батьки ніколи не були одружені, тому Гарольд взяв прізвище матері в якості сценічного імені, щоб його не плутали з батьком — Гарольдом Вільямсом-старшим. Перріно навчався в Shenandoah University, але не закінчив його. Гарольд одружений з моделлю і акторкою Бріттані Перріно, у них 3 дочки — Аврора Перріно (нар. 1994 ріку), Вінтер Арія (7 травня 2008) і Голідей Грейс Перрино (21.03.2013).

### Кар'єра
Гарольд Перріно почав свою акторську кар'єру в 1986 рік у. В 1990-ті зіграв у фільмах «Дим» (1995), «На межі» (1997), «Шафер» (1999) та інші. В 2000-ні він зіграв у фільмах «Матриця: Перезавантаження» і «Матриця: Революція» (2003), «28 тижнів по тому» і так далі. Гарольд також грав Майкла Доусона в телесеріалі «Загублені» і Агастеса Хілла в «В'язниця Оз».

## Фільмографія
| Рік       |    | Українська назва                 | Оригінальна назва              | Роль               |
| --------- | -- | -------------------------------- | ------------------------------ | ------------------ |
| 1989      | с  | Шоу Косбі                        | The Cosby Show                 | Скотт              |
| 1990      | ф  | Король Нью-Йорка                 | King Of New York               | злодій в метро     |
| 1991—1993 | с  | Я полечу                         | I'll Fly Away                  | Роберт Еванс       |
| 1995      | ф  | Дим                              | Smoke                          | Томас «Рашид» Коул |
| 1996      | ф  | Кров і вино                      | Blood and Wine                 | Генрі              |
| 1996      | ф  | Ромео+Джульєта                   | Romeo + Juliet                 | Меркуціо           |
| 1997      | ф  | На межі                          | The Edge                       | Стівен             |
| 1997—2003 | с  | В'язниця Оз                      | Oz                             | Агастес Хілл       |
| 1998      | ф  | Де ти, Лулу?                     | Lulu on the Bridge             | Боббі Перес        |
| 1999      | ф  | Шафер                            | The Best Man                   | Джуліан Мач        |
| 1999      | ф  | Макбет в Манхеттені              | Macbeth in Manhattan           | Чорус              |
| 2000      | ф  | Жінка зверху                     | Woman on Top                   | Моніка Джонс       |
| 2001      | ф  | Тюремна пісня                    | Prison Song                    | дядько Кі          |
| 2002      | ф  | On Line. Секс, брехня і інтернет | On Line                        | Мо Керлі           |
| 2003      | ф  | Матриця: Перезавантаження        | The Matrix Reloaded            | Лінк               |
| 2003      | ф  | Матриця: Революція               | The Matrix Revolutions         | Лінк               |
| 2003      | с  | Мертві, як я                     | Dead Like Me                   | Ераун Леверті      |
| 2003      | вг | Enter the Matrix                 | Enter the Matrix               | Лінк               |
| 2004—2010 | с  | Загублені                        | Lost                           | Майкл Доусон       |
| 2007      | ф  | 28 тижнів по тому                | 28 Weeks Later                 | Флінн              |
| 2007      | с  | CSI: Місце злочину               | CSI: Crime Scene Investigation | преподобний Роудс  |
| 2008      | ф  | Нічні сади                       | Gardens of the Night           | Орландо            |
| 2008      | ф  | Злочинець                        | Felon                          | лейтенант Джексон  |
| 2008      | ф  | Грати по-чесному                 | Ball Do not Lie                | Джиммі             |
| 2009      | с  | Незвичайний детектив             | The Unusuals                   | детектив Лео Бенкс |
| 2010      | ф  | Смертельна образа                | The Killing Jar                | Сміт               |
| 2010      | с  | Місце злочину: Нью-Йорк          | CSI: NY                        | Реджі Тіффорд      |
| 2010      | ф  | 30 днів ночі: Темні часи         | 30 Days of Night: Dark Days    | Тодд               |
| 2011      | ф  | Голодний кролик атакує           | Seeking Justice                | Джиммі             |
| 2011      | ф  | Транзит                          | Transit                        | один з грабіжників |
| 2012      | ф  | Мета номер один                  | Zero Dark Thirty               | Джек               |
| 2012      | с  | Сини анархії                     | Sons of Anarchy                | Деймон Поуп        |
| 2013      | ф  | Стукач                           | Snitch                         | Джефрі Стіл        |
| 2014      | ф  | Саботаж                          | Sabotage                       | Джексон            |
| 2014      | с  | Нація Z                          | Z Nation                       | Хеммонд            |
| 2014—2015 | с  | Костянтин                        | Constantine                    | Менні              |
| 2017—2018 | с  | Кігті                            | Claws                          | Дін Симмс          |
| 2018      | ф  | Пампушка                         | Dumplin                        | Трансвестит        |
| 2022      | с  | Ззовні                           | From                           | Бойд Стівенс       |